# Institut za suvremenu umjetnost (Zagreb)
Institut za suvremenu umjetnost, nevladina je organizacija registrirana 1998. godine u Zagrebu, a nastala iz Soros centra za suvremenu umjetnost – Zagreb (osnovanog 1993. godine). Osnivači su povjesničari umjetnosti, kustosi, umjetnici, fotografi, dizajneri, nakladnici, sveučilišnih profesori i novinari: Agar Pata (od 1999.), Boris Cvjetanović, Branko Čagec, Darko Šimičić, Igor Kuduz, Branka Stipančić (do 1999.), Jadranka Vinterhalter, Janka Vukmir, Karmen Bašić († 1999.), Leonida Kovač, Mladen Lučić, Slaven Tolj, Zvonko Maković i Zlatko Gall.
Institut njeguje istraživačku, kustosku, izlagačku i izdavačku praksu, kroz organiziranje izložbi, nagrade za mlade umjetnike, konferencija, publiciranje kataloga i stručnih knjiga, te održavanje arhiva, knjižnice, fototeke i vođenje svog galerijskog prostora.

## Vanjske poveznice
- Službena stranica